# ファトゥ成分の分類
数学、特に複素力学系に於けるファトゥ成分（ファトゥせいぶん、英: Fatou components ）は、ファトゥ集合の成分のことを言う。

## 有理関数の場合
f が拡張複素平面で定義された有理関数
{\displaystyle f={\frac {P(z)}{Q(z)}}}
で、（次数が 1 より大きい）非線型関数であり、
{\displaystyle \max(\deg(P),\,\deg(Q))\geq 2}
が成立するなら、ファトゥ集合の周期成分 {\displaystyle U} に対して、次のいずれか唯一つが成立する：
1. {\displaystyle U} は吸引周期点を含む；
2. {\displaystyle U} は放物型である[1]；
3. {\displaystyle U} はジーゲル円板である；
4. {\displaystyle U} エルマン環である。

この三つ目が成立するのは、f(z) が単位円板からそれ自身への上へのユークリッド回転と解析的に共役である場合のみであることが示される。また四つ目が成立するのは、f(z) があるアニュラスからそれ自身へのユークリッド回転と解析的に共役である場合のみであることが示される。

### 例

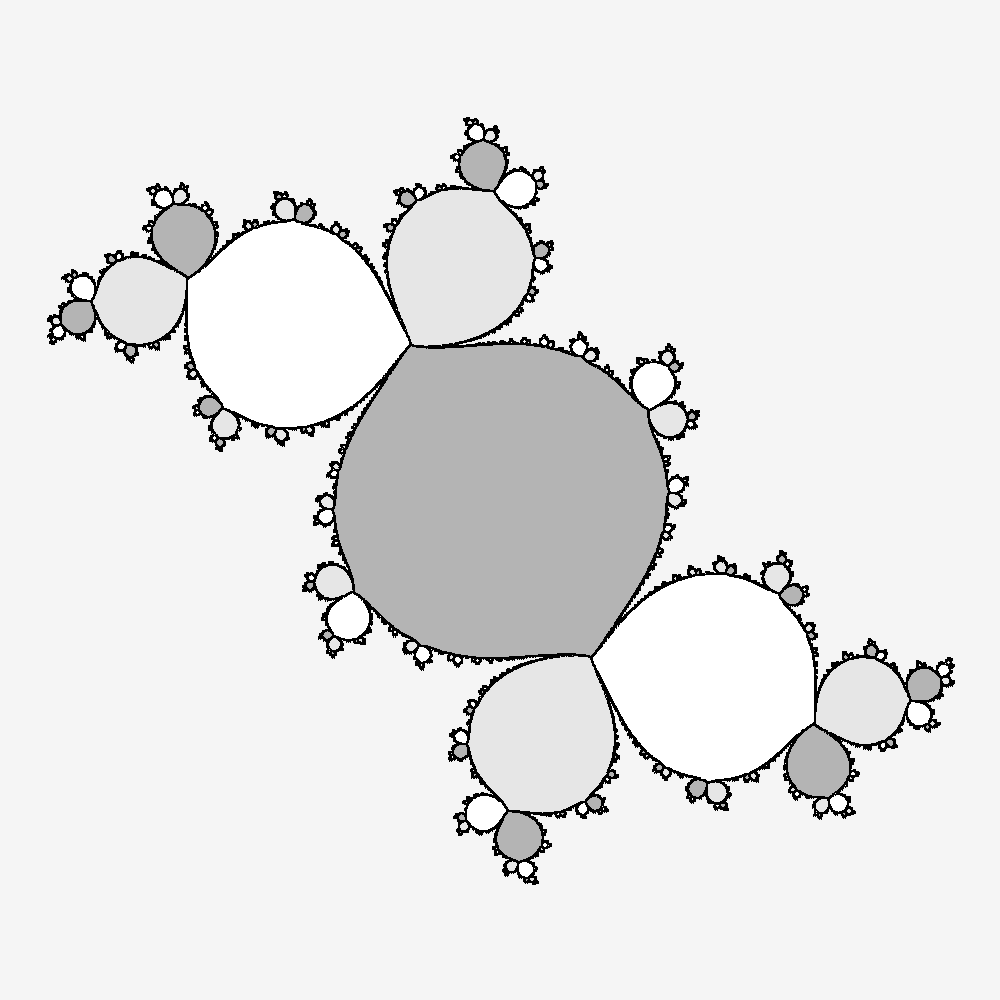
吸引的なサイクルを持つジュリア集合
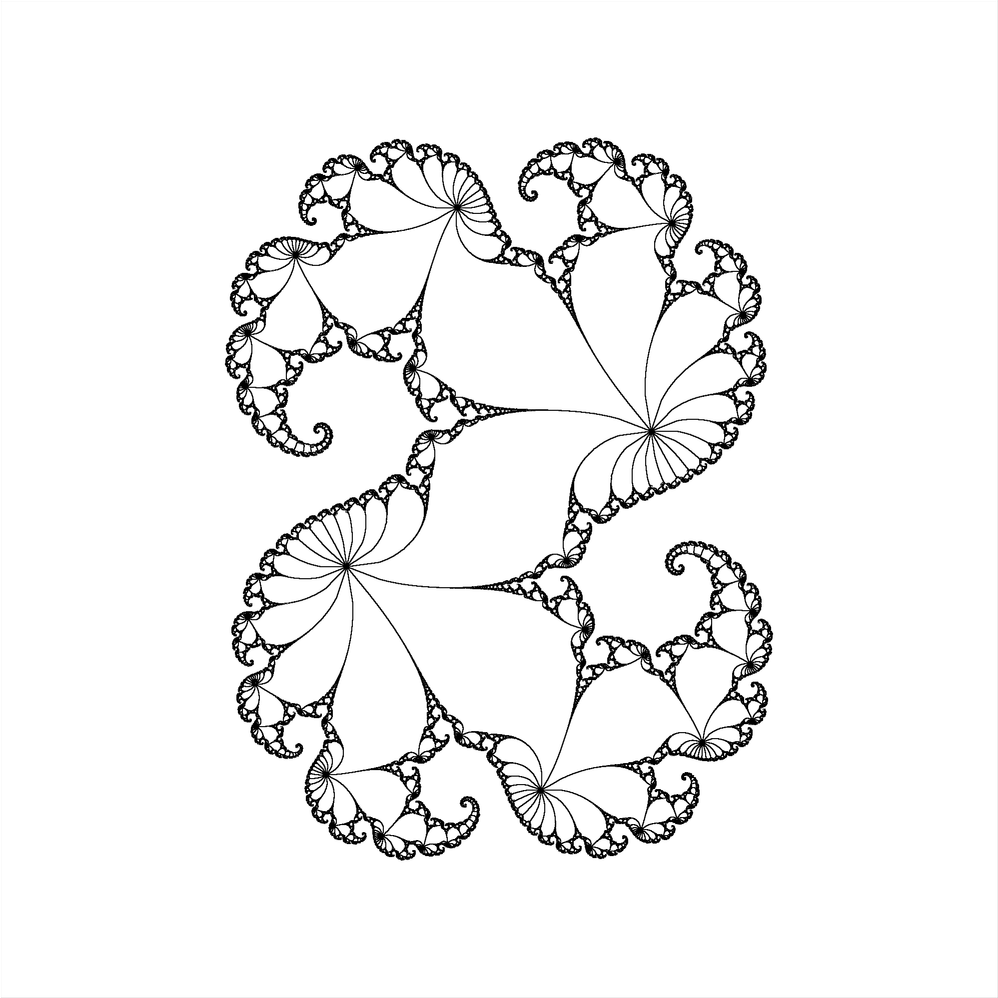
放物型ジュリア集合
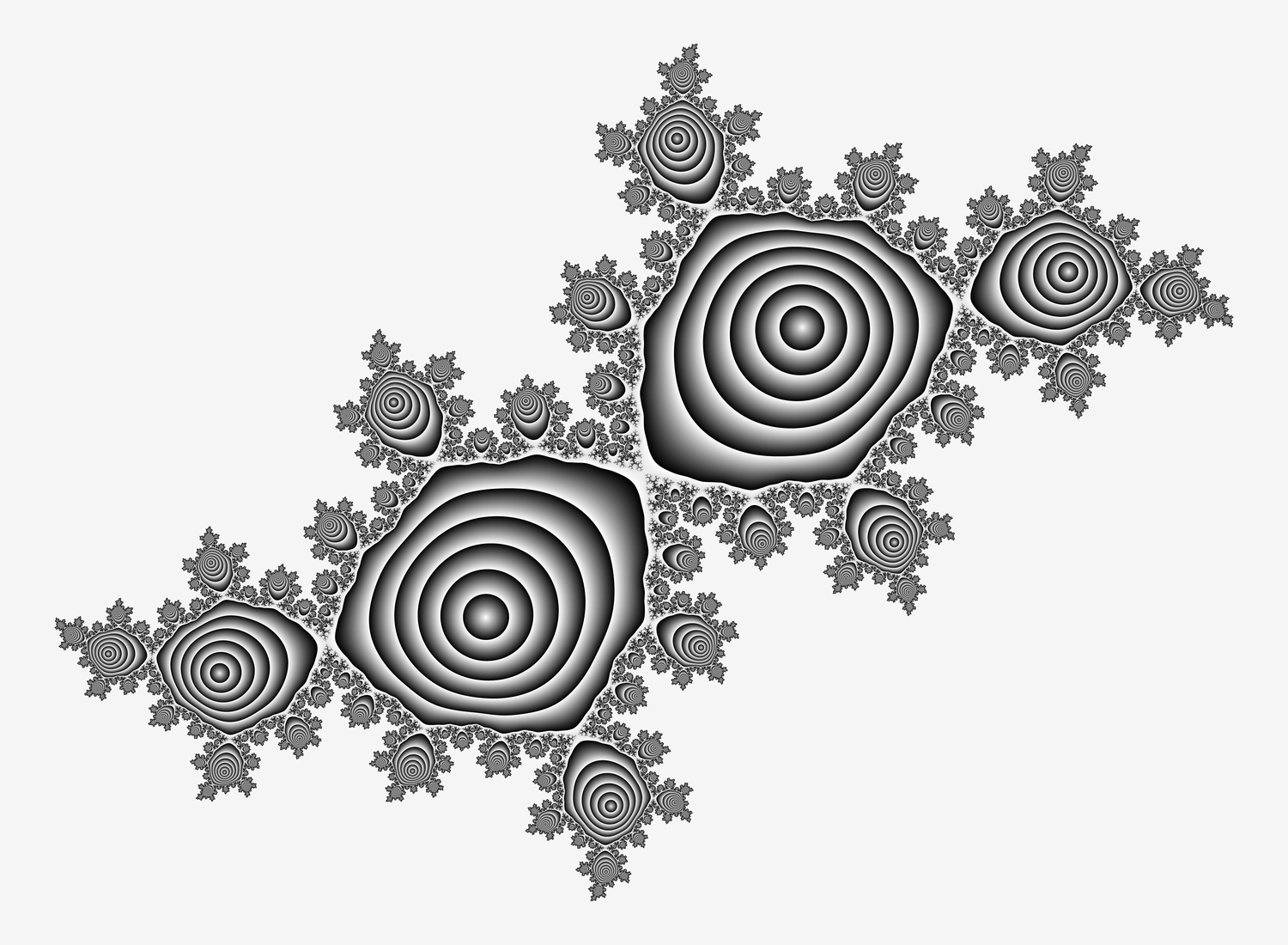
ジーゲル円板を含むジュリア集合
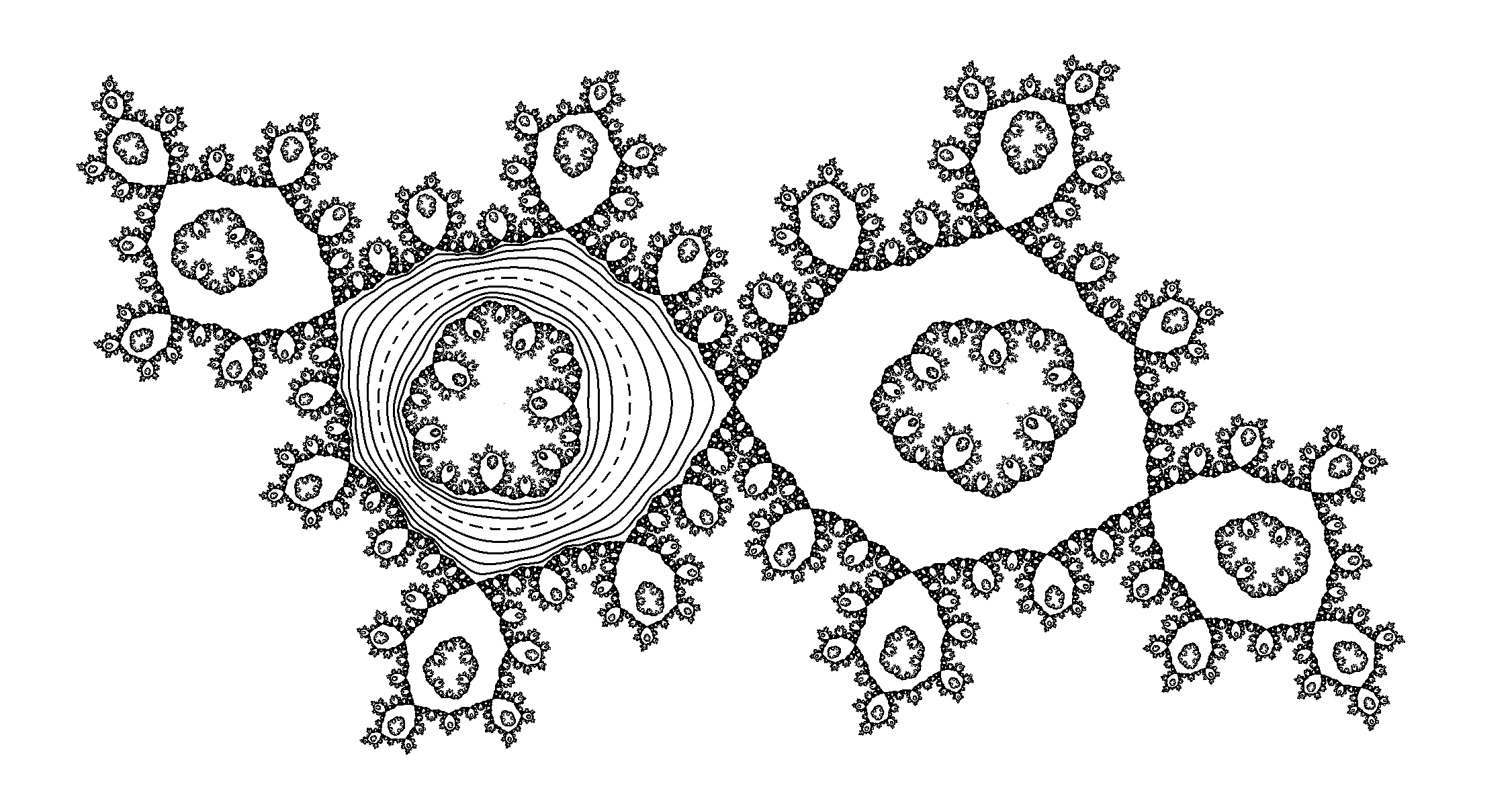
エルマン環を含むジュリア集合

#### 吸引周期点
写像 {\displaystyle f(z)=z-(z^{3}-1)/3z^{2}} の成分は、{\displaystyle z^{3}=1} の解であるような吸引点を含む。これはなぜなら、そのような写像は方程式{\displaystyle z^{3}=1} の解をニュートン・ラフソン法によって見つけるために用いられるものであるからである。そのような解は自然、吸引的な不動点になる。

#### エルマン環
写像
{\displaystyle f(z)=e^{2\pi it}z^{2}(z-4)/(1-4z)\ }
と t = 0.6151732... によって、エルマン環が構成される。そのような写像の次数は、この例においては少なくとも 3 であることが宍倉光広によって示されている。

## 超越的な場合
超越関数の場合、次のベーカー領域（Baker domain）が存在する：その上での反復が真性特異点に近付くような領域（多項式および有理関数では起こり得ない）。次の関数がその例である。
{\displaystyle f(z)=z-1+(1-2z)e^{z}}